# Corvera de Asturias
Corvera de Asturias – gmina w Hiszpanii, w prowincji Asturia, w Asturii, o powierzchni 46,01 km². W 2011 roku gmina liczyła 16 216 mieszkańców.